# Irán londoni nagykövetsége
Irán londoni nagykövetsége az Iráni Iszlám Köztársaság diplomáciai missziója az Egyesült Királyságban.

## Története
A két ország kapcsolatai évszázadosak, alkalmi követküldésekről már a 16.-17. század fordulóján tudunk, az első állandó Iráni - illetve nyugati szóhasználattal Perzsa - követ 1809-ben érkezett Londonba. A két ország hullámzó kapcsolatainak függvényében azóta megszakításokkal, de folyamatosan volt iráni követ Londonban. 1944-ben a követséget nagykövetségi rangra emelték. 1952-ben a diplomáciai kapcsolatok megszakadtak, a nagyköveteket kölcsönösen visszahívták. (Általában jellemző a brit-iráni diplomáciai kapcsolatok megszakítására, hogy bár a nagykövetet és a személyzet nagyrészét visszahívják, ügyvivőt továbbra is Londonban állomásoztatnak) 1980-ban a nagykövetséget súlyos terrortámadás érte, melynek során az épület kiégett, és 1988-ig elhúzódtak a helyreállítási munkálatok, így csak nyolc évvel később nyitott ki ismét a nagykövetség. 2011-ben az Egyesült Királyság teheráni nagykövetsége elleni támadást követően a brit kormány bezáratta Irán londoni nagykövetségét, mert azt feltételezték, hogy a támadást az iráni kormány is támogatta. 2011 és 2014 között Irán képviseletét az Ománi nagykövetség látta el. 2014. február 20-án a két ország újra felvette a diplomáciai kapcsolatokat, a nagykövetség ismét megnyílt.

## Elhelyezkedése

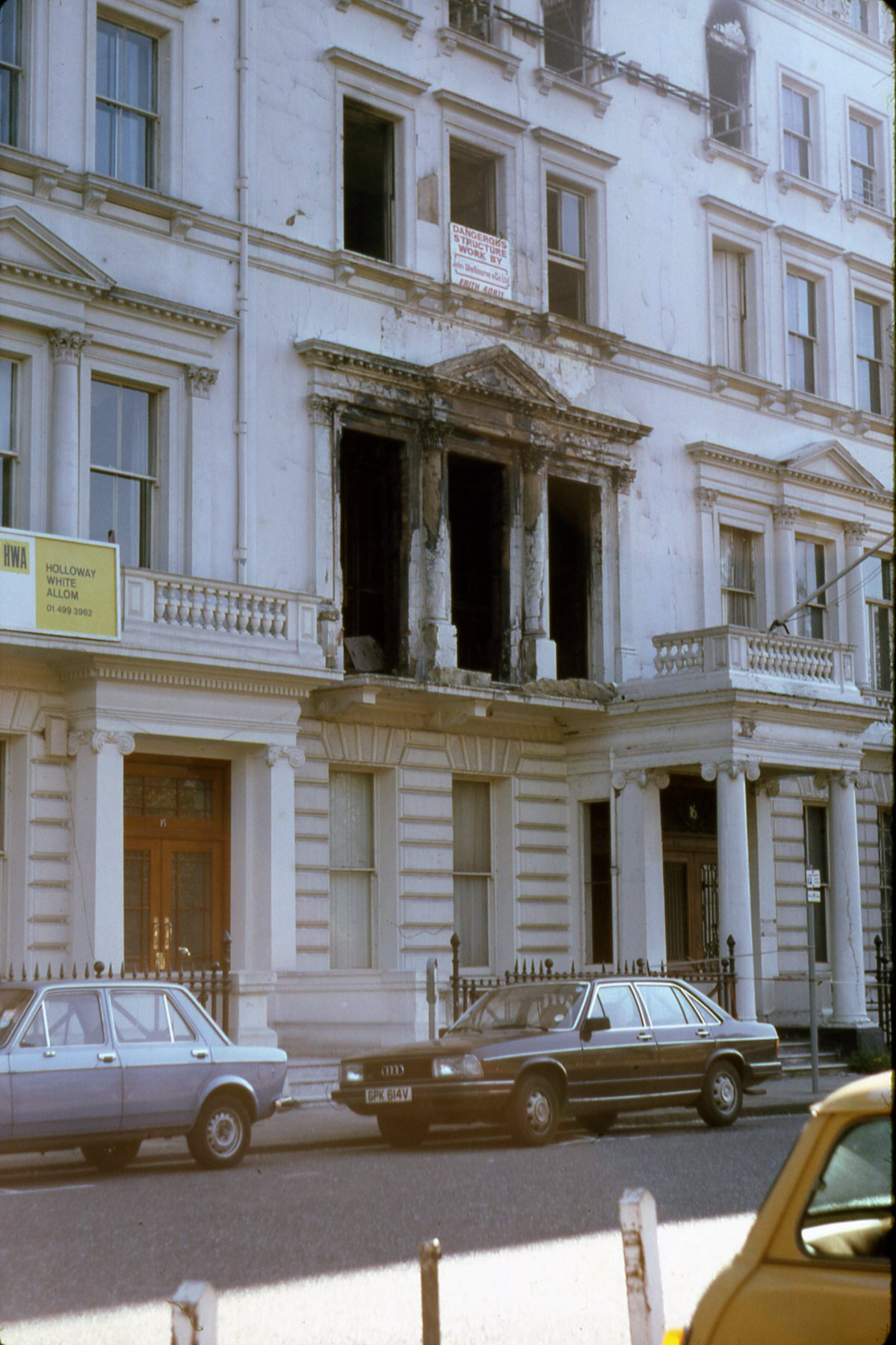
A kiégett ablakú követségi épület a támadást követően, az 1980-as években

A nagykövetség a London City of Westminster városrészében, a 16 Prince's Gate alatt található, szemközt a Hyde Parkkal. Az épület londoni településvédelemben II. fokozatú (a hármas skálán közepes) jelentőséggel bír jellegzetes stukkói miatt. Szomszédságában van Etiópia nagykövetsége.

## Támadás az épület ellen 1980-ban
1980. április 30-án egy iráni terrorszervezet megtámadta és megszállta a nagykövetség épületét. Túszul ejtették a követség alkalmazottait, és politikai követeléseket fogalmaztak meg. A terrortámadás hatodik napján, május 5-én kivégezték egy túszukat, mire a brit Special Air Service kommandósai megrohamozták az épületet, és a túszok kiszabadítása mellett az öt terroristából négyet lelőttek. Abolhaszan Baniszadr iráni elnök köszönetet mondott Margaret Thatchernek a sikeres akcióért.

## Fordítás
- Ez a szócikk részben vagy egészben  az   Embassy of Iran, London című angol Wikipédia-szócikk ezen változatának fordításán alapul.  Az eredeti cikk szerkesztőit annak laptörténete sorolja fel. Ez a jelzés csupán a megfogalmazás eredetét és a szerzői jogokat jelzi, nem szolgál a cikkben szereplő információk forrásmegjelöléseként.